# Стус, Василий Семёнович
Васи́лий Семёнович Стус (укр. Васи́ль Семе́нович Стус; 6 января 1938, Рахновка, Гайсинский район, Винницкая область, Украинская ССР, СССР — 4 сентября 1985, Пермь-36, Пермская область, РСФСР, СССР) — украинский поэт, диссидент, политзаключённый. Герой Украины (2005 — посмертно).

## Биография
Родился 6 января 1938 года в селе Рахновка (ныне Гайсинский район, Винницкая область, Украина). Был младшим сыном в крестьянской семье, обедневшей в результате коллективизации и перебравшейся в Донецкую область.
В старших классах подрабатывал на железной дороге, тогда же познакомился с запрещённой в СССР литературой украинского «Расстрелянного Возрождения». После окончания школы в 1954 году поступил на историко-филологический факультет Сталинского педагогического института в Донецке, где учился в литературной студии под руководством Т. Духовного; затем работал в Горловской общеобразовательной школе № 23 учителем украинского языка и литературы.
Год спустя был призван в армию, служил на Южном Урале, где в результате несчастного случая потерял фалангу пальца.
В 1963 году поступил в аспирантуру киевского Института литературы им. Тараса Шевченко.
«Хрущёвская оттепель» стала для Стуса новой отправной точкой, с которой он начал свою активную творческую и политическую деятельность. 4 сентября 1965 года вместе с Иваном Дзюбой и Вячеславом Черноволом перед общественным просмотром фильма «Тени забытых предков» в киевском кинотеатре «Украина» публично выступил с протестом против волны арестов украинской интеллигенции, за что был исключён из аспирантуры. В декабре того же года женился на Валентине Попелюх.
В поисках заработка работал в строительной бригаде, кочегаром, полгода в историческом архиве, позже — инженером технической информации. Участвовал в протестах против ареста Ивана Светличного, был одним из подписавших «Письмо-протест 139»; публично обвинил КГБ в убийстве художницы и диссидентки Аллы Горской. В это время поэта нигде не печатали, кроме нескольких переводов Гёте и Лорки, опубликованных под псевдонимом Василь Петрик.
Стус активно протестовал против реставрации культа личности. Известны его письма в президиум СПУ, редактору газеты «Літературна Україна» Любомиру Дмитерко с острой критикой его выступлений против Ивана Дзюбы (1969), в ЦК КПУ и КГБ, в Верховный совет УССР, где он доказывал вредность ущемления демократии и прав человека.

## Первый арест и суд
12 января 1972 года арестован одновременно с рядом других украинских диссидентов. В сентябре состоялся суд с обвинением по статье 62 УК УССР «Антисоветская агитация и пропаганда». Отбыв пять лет заключения в Мордовии и два года ссылки в Магаданской области, в сентябре 1979 года поэт вернулся в Киев, где продолжил свою деятельность, выступая при поддержке западных организаций в защиту «узников совести». В 1978 году стал почётным членом английского «Пен-клуба».

## Повторное задержание и суд
Уже в начале 1980 года Стуса задержали во второй раз. Адвокатом Стуса, несмотря на его многочисленные протесты, был назначен молодой юрист Виктор Медведчук, впоследствии пророссийский украинский политик. Известный писатель, правозащитник, общественный деятель и друг Стуса Евгений Сверстюк вспоминает: «Когда Стус встретился с назначенным ему адвокатом, то сразу почувствовал, что Медведчук является человеком комсомольского агрессивного типа, что он его не защищает, не хочет его понимать и, собственно, не интересуется его делом. И Василий Стус отказался от этого адвоката». Правовой анализ дела, проведённый адвокатами Романом Тытыкало и Ильёй Костиным, свидетельствует, что даже по советскому законодательству Медведчук имел для защиты подсудимого необходимые рычаги, но не воспользовался ими и даже нарушил адвокатскую этику, признав вину своего подзащитного за него самого.
Суд проходил за закрытыми дверями. Стус в нарушение процедуры был лишён последнего слова и удалён из зала суда; приговор был зачитан в его отсутствие: 10 лет лишения свободы и 5 лет ссылки. В лагере Пермь-36 близ села Кучино Пермской области продолжал писать и переводить. В 1983 году администрацией лагеря ему было запрещено присылать стихи и переводы в письмах родным.
Умер 4 сентября 1985 года после объявленной 27 августа голодовки в карцере. Посмертно реабилитирован в 1990 году.
В 1989 году прах Василия Стуса был торжественно перевезён на Украину и захоронен в Киеве на Байковом кладбище. Похоронен рядом с Алексеем Тихим и Юрием Литвиным.

## Творческая деятельность
Автор многочисленных стихотворений и ряда литературоведческо-критических статей, включая большую работу о творчестве Павла Тычины «Феномен эпохи» (укр. «Феномен доби»). Переводил на украинский язык Киплинга, Гёте, Рильке и других авторов.
При жизни, помимо ранних публикаций в периодике и коллективных сборниках (а также переводов под псевдонимом), был издан только сборник стихотворений «Зимние деревья» (укр. «Зимові дерева», Брюссель, 1969), перед этим отклонённый на родине из-за начавшихся политических преследований автора.
Тетрадь с последними стихотворениями и переводами, сделанными во время второго срока заключения (общим числом около 500), названная автором «Птица души» (укр. «Птах душі»), не была передана родственникам и считается безвозвратно утраченной.

## Память
- В 1989 году основана Премия имени Василя Стуса.
- В 2001 году на здании филологического факультета Донецкого Национального университета был установлен памятный барельеф Василия Стуса (cкульптор Виктор Пискун, архитектор Леонид Бринь). 21 апреля 2015 года Народным советом самопровозглашённой ДНР принято решение о демонтаже барельефа[6]. Демонтаж был произведён 5 мая[7]. С 2016 года Донецкий Национальный университет, эвакуированный в Винницу, носит имя Василя Стуса.
- В 2002 году в Виннице был установлен памятник Василию Стусу.
- В 2008 году Национальный банк Украины выпустил юбилейную монету номиналом в 2 гривны, посвящённую Василию Стусу. На реверсе этой монеты портрет Стуса расположен на фоне стилизованной мозаики «Женщина-птица» Аллы Горской[8].
- 9 февраля 2017 именем Василия Стуса назван сквер в Варшаве.
- В 2019 году в Украине выпустили художественный биографический фильм про Стуса «Птица души» или «Запрещённый». В главной роли Дмитрий Ярошенко.
- 14 июля 2021 открыт памятник в Краматорске, скульптор Вячеслав Гутыря.
- В Киеве, Харькове, Одессе, Виннице, Ивано-Франковске, Краматорске и других городах Украины есть улицы, носящие имя Стуса[укр.].

Мемориальная доска в честь Василия Стуса на корпусе филологического факультета Донецкого национального университета (демонтирована в мае 2015 года)
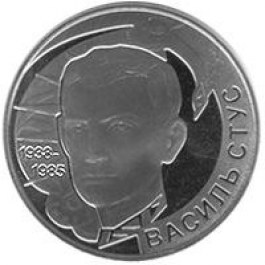
Реверс юбилейной монеты «Василь Стус»
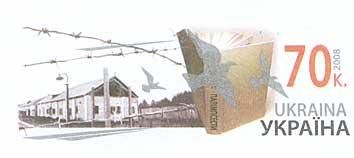
Оригинальная почтовая марка на маркированном конверте в честь Василия Стуса, 2008 год
Памятник Василю Стусу в Тернополе
Памятник Василю Стусу в Краматорске

## Награды
- 26 ноября 2005 года «за несокрушимость духа, жертвенное служение Украине и национальной идее, высокие гуманистические идеалы творчества» президент Украины Виктор Ющенко посмертно присвоил Стусу звание Героя Украины[9].
- Государственная премия УССР имени Т. Г. Шевченко (1991 — посмертно) — за сборник стихов «Дорога боли».
- Орден князя Ярослава Мудрого V степени (25 декабря 1997 года — посмертно) — «за выдающиеся заслуги перед Украинским государством в развитии национальной культуры, гражданское мужество в отстаивании идеалов гуманизма и независимости Украины»[10].
- Премия фонда Антоновичей (1982).

## Сборники стихов
- «Круговерть» (1965)
- «Зимние деревья» (1970)
- «Веселое кладбище» (1971)
- «Время творчества / Dichtenszeit» (1972)
- «Палимпсесты» (1971—1977, опубликована 1986)

## Семья
Жена — Валентина Васильевна Попелюх (19 июня 1938 — 25 марта 2022).
Сын — Дмитрий Стус, родился 15 ноября 1966 года. Имеет двух сыновей от первой жены Оксаны Стус: Ярослав (род. 18 мая 1985), выпускник КПИ; Стефан (род. в 1991). Вторая жена — Татьяна Щербаченко (в браке с 2003 года). Дочери: Евгения, Ирина.
Старшая сестра — Мария Стус (род. 20 января 1935). Жила вместе с семьёй на окраине Донецка, в доме, где в молодые годы жил и Василий Стус. Вследствие военных действий в 2014 году, здание, находившееся в 5 километрах от Донецкого аэропорта, было уничтожено, а Мария с семьёй стала беженкой и перебралась в Киев.